# İspik
İspik är en ort i Azerbajdzjan.   Den ligger i distriktet Quba Rayonu, i den nordöstra delen av landet, 160 km nordväst om huvudstaden Baku. İspik ligger 997 meter över havet och antalet invånare är 1 242.
Terrängen runt İspik är kuperad. Närmaste större samhälle är Quba, 10,2 km nordost om İspik. 
Omgivningarna runt İspik är en mosaik av jordbruksmark och naturlig växtlighet. Runt İspik är det ganska glesbefolkat, med 48 invånare per kvadratkilometer.